# Dan Reynolds
Daniel Coulter Reynolds (født 14. juli 1987 i Las Vegas, USA) bedre kendt som Dan Reynolds er en amerikansk sanger og musiker. Han er forsanger i rockbandet Imagine Dragons.